# Nikolaus Eglinger
Nikolaus Eglinger (1645 – 1711) foi um médico suíço.
Eglinger estudou medicina na Universidade de Basileia, orientado por Emmanuel Stupanus e Johann Bauhin. Obteve o doutorado em 1661.
Johann Bernoulli obteve o doutorado em 1690, orientado por Eglinger.